# Verrucaria fraudulosa
Verrucaria fraudulosa är en lavart som beskrevs av Nyl. Verrucaria fraudulosa ingår i släktet Verrucaria och familjen Verrucariaceae.   Inga underarter finns listade i Catalogue of Life.